# 바닷새

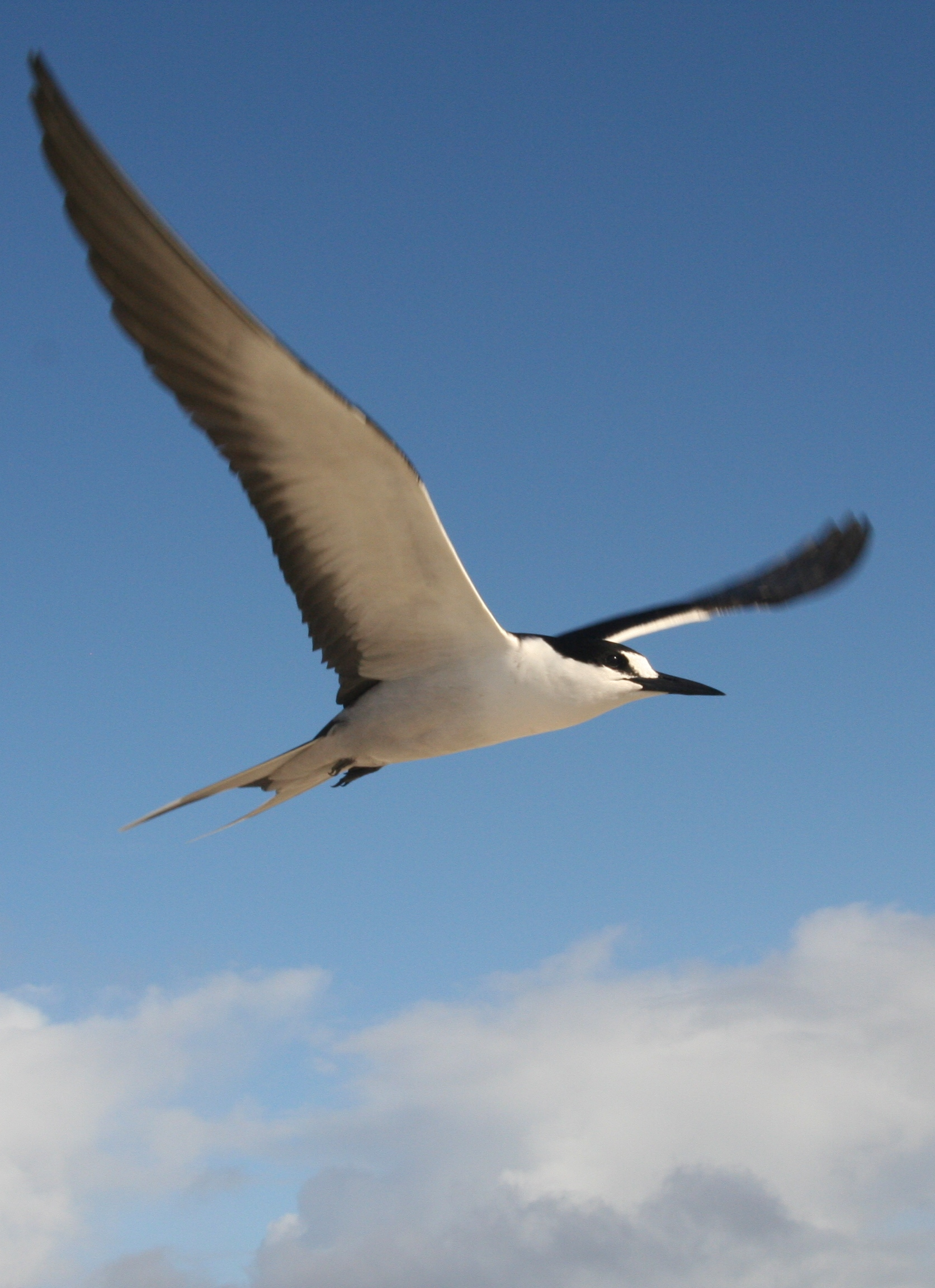
검은등제비갈매기는 바다에서 비행하는데 수개월을 보내고 번식을 위해서만 육지로 돌아온다.

바닷새(seabird, marine bird)는 해양 환경의 삶에 적응한 새를 말한다.
일반적으로 바닷새는 다른 새들보다 더 오래 살고, 더 늦은 시기에 생식과정을 거치고 새끼 수가 더 적지만 새끼에게 상당한 시간을 투자한다.